# Bò bison châu Âu
Bò bison châu Âu (danh pháp hai phần: Bison bonasus) là một loài bò bison Á-Âu. Nó là động vật còn sống sót nặng nhất đất hoang dã ở châu Âu, bò bison châu Âu điển hình dài khoảng 2,1-3,5 m, không kể một cái đuôi dài 30–60 cm và cao 1,6–2 m. Trọng lượng thường có thể từ 300 đến 920 kg (660 đến 2.000 lb), đôi khi con bò đực lớn nặng đến 1.000 kg (2.200 lb) hoặc hơn.. So với các loài Mỹ, bò bison châu Âu có có chỏm lông ngắn trên đầu, cổ và phần thân trước, nhưng còn đuôi và sừng.